# Relaciones Chile-Ucrania
Las relaciones Chile-Ucrania son las relaciones internacionales entre la República de Chile y Ucrania, ambas repúblicas que son Estados miembros plenos de la Organización de las Naciones Unidas.

## Historia
Luego de la Declaración de Independencia de Ucrania, Chile reconoció a Ucrania como estado independiente el 9 de enero de 1992, siendo formalmente establecidas las relaciones entre ambos países el 28 de enero de ese año. Tres años después, el gobierno ucraniano designó al embajador en Argentina como concurrente ante la República de Chile. En 1997, el país sudamericano estableció un consulado honorario en Kiev, lo que fue correspondido por Ucrania al año siguiente, cuando nombró un cónsul honorario en Santiago. En 1998 y 2002 se celebraron en Santiago dos primeras rondas de consultas políticas según el protocolo correspondiente firmado en 1995. En junio de 2011 se celebró en Santiago la Primera Reunión de la Comisión Intergubernamental Chileno – Ucraniana para la Cooperación Económica y Comercial.
El Congreso Nacional de Chile a través de la Cámara de Diputados instó a la Unesco a reconocer y difundir el Holodomor como un acto criminal y genocidio cometido por la Unión Soviética contra el pueblo ucraniano.
Durante la Invasión rusa de Ucrania de 2022 el presidente de Chile Sebastián Piñera condenó la intervención Rusa en Ucrania alegando que "Rusia debe apegarse a los tratados internacionales y solucionar este problema por una vía Pacífica y Diplomática" 
Igualmente, el Presidente Electo de Chile Gabriel Boric desde su cuenta de Twitter condenó los ataques de Rusia a Ucrania

Rusia ha optado por la guerra como medio para resolver conflictos. Desde Chile condenamos la invasión a Ucrania, la violación de su soberanía y el uso ilegitimo de la fuerza. Nuestra solidaridad estará con las víctimas y nuestros humildes esfuerzos con la paz.

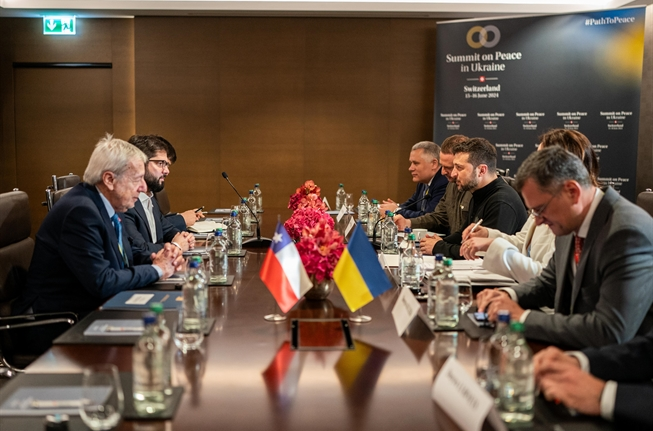
Reunión bilateral entre las delegaciones de Chile y Ucrania, encabezadas por los presidentes Gabriel Boric y Volodimir Zelenski durante la Cumbre de Paz para Ucrania de junio de 2024

En una reunión bilateral virtual sostenida entre los presidentes Boric y Zelenski en marzo de 2023, este último agradeció la cooperación del país sudamericano en los foros internacionales. Asimismo, según consignó El Mostrador, se habría evaluado el envío de especialistas en desminado y de tanques Leopard 2 chilenos a Ucrania. Según un informe del Servicio Nacional de Migraciones, Chile ha reconocido a 65 ucranianos en calidad de refugiados desde el inicio de la guerra.
El presidente Boric participó de la Cumbre de Paz para Ucrania de junio de 2024 en Suiza, ocasión en la que, junto con reunirse con su homólogo ucraniano, reafirmó el ofrecimiento de contribuir al desminado humanitario en Ucrania en la etapa posterior al conflicto.

### Tratados, convenios y acuerdos bilaterales
Entre los tratados firmados entre ambos países destacan un acuerdo sobre la promoción y protección mutua de inversiones (1997), uno sobre la exención de visas al personal diplomático (2001) y un convenio sobre cooperación comercial y económica (2003). Durante la reunión de consultas políticas sostenida en 2013 en Kiev, ambos países firmaron un Memorándum de Entendimiento en materia de cooperación entre la Academia Diplomática de Chile y la Academia Diplomática de Ucrania Asimismo, en 2015 Chile y Ucrania acordaron la eliminación del requerimiento de visa de turismo para nacionales de ambos países, con un límite de estadía de 90 días.

### Visitas oficiales
En octubre de 1995, Presidente de Ucrania Leonid Kuchma efectuó una visita oficial a Chile, ocasión en que fueron firmados los primeros actos bilaterales. En marzo de 1997, el canciller chileno José Miguel Insulza realizó una visita oficial a Kiev, lo que fue correspondido por el canciller ucraniano en mayo de 1999.

## Relaciones comerciales
Respecto al intercambio comercial entre ambos países, en 2023, este ascendió a los 22 millones de dólares estadounidenses. Los principales productos exportados por Chile a Ucrania fueron mejillones, jureles, salmones y medicamentos, mientras que Ucrania mayoritariamente exporta al país sudamericano aceites lubricantes, maíz para siembra y tapas de plástico.

## Misiones diplomáticas
- La embajada de Chile en Polonia concurre representación diplomática a Ucrania. Asimismo, Chile cuenta con un consulado honorario en Kiev.[12]
- Ucrania posee una embajada en Santiago de Chile.